# Melasina abacodes
Melasina abacodes är en fjärilsart som beskrevs av Edward Meyrick 1908. Melasina abacodes ingår i släktet Melasina och familjen säckspinnare. Inga underarter finns listade i Catalogue of Life.